# Imhof-gebedenboek

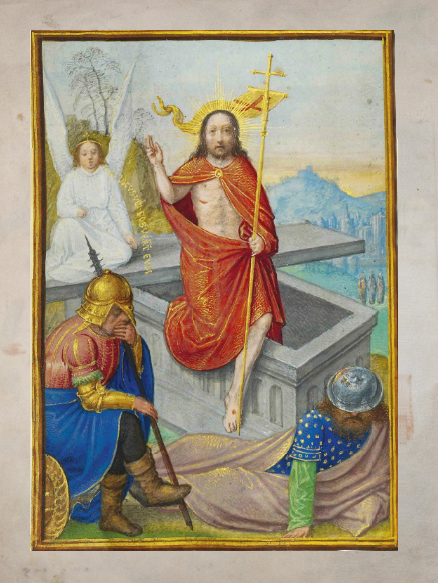
Imhof-gebedenboek, f.121v: De verrijzenis van Christus

Het Imhof-gebedenboek is een gebedenboek geschreven op perkament gemaakt in Antwerpen in 1511 door Simon Bening waarschijnlijk voor Hans V Imhof, een telg uit de rijke familie Imhof in Neurenberg. Het boek werd in 2011 verkocht door Christie's in Londen voor £ 1.690.250 en werd in 2012 aangeboden op Tefaf door de antiquaar Sam Fogg voor € 3.500.000.

## Codicologische informatie
Het handschrift bevat 329 perkamenten folia van 90 x 62 mm en 11 schutbladen. Het is samengesteld uit 41 katernen van telkens 8 folia met enkele uitzonderingen, voornamelijk katernen waar één folium is toegevoegd. De tekst werd geschreven in één kolom van 90 x 62 mm met 13 lijnen per kolom in een elegante bâtarde. De aflijning voor de tekstregels werd aangebracht in het roze. Rubrieken zijn in het rood geschreven. Initialen van twee lijnen hoog werden geschilderd in het goud op een alternerende rode en blauwe achtergrond. Het gebedenboek bevat gebeden in het Latijn en in het Middelnederlands. De folia zijn in potlood genummerd (moderne nummering).

## Geschiedenis
Dit gebedenboek werd verlucht door Simon Bening en is het eerste gedateerde werk dat we van hem kennen. Het boek werd geschreven en afgewerkt in 1511 in Antwerpen, zoals men kan aflezen uit het colofon op f.334v. Sommige kunsthistorici opperden de mening dat het handschrift misschien geschreven was door Alamire, de bekende scribent die actief was in Antwerpen in 1511, maar afkomstig was uit Neurenberg en wiens familienaam Imhof(f) luidde.
Op het weggeschraapte wapenschild op f.25 kan men met tegenlicht nog het wapen van de Imhofs herkennen. In de suffragia zijn gebeden voor de heilige Sebaldus opgenomen, de patroonheilige van Neurenberg, en de nadruk die gelegd wordt op Johannes de doper en de evangelist Johannes wijzen naar een eerste eigenaar wiens naam Johannes was of van Johannes was afgeleid zoals Hans. De familie Imhof was schatrijk geworden in de specerijenhandel en had kantoren over gans Europa en onder meer in Antwerpen waar het handschrift werd vervaardigd. Hieruit leidt men af dat het boek waarschijnlijk besteld werd door Hans V Imhof (1461-1522). De laatst gekende eigenaar was Herman Hendrick Beels, van Heemstede (1827-1916) en diens erven.

## Inhoud
- ff. 6-21: Kalender
- ff.21v-23v: Berekeningstabellen voor de Paasdatum etc.
- ff.25-26v: Uittreksel uit het evangelie van Johannes.
- ff.28-42v: Het lijdensverhaal volgens het evangelie van Johannes.
- ff.45-72v: Boetepsalmen en de Litanie van alle Heiligen.
- ff.73-80v: Gebeden tot Christus beginnend met een aflaatgebed.
- ff.82-98v: De vijftien gebeden van de heilige Birgitta en andere gebeden.
- ff.100-120v: Gebeden over de passie en andere gebeden in het Middelnederlands.
- ff.122-126v: Gebed over de verrijzenis en andere gebeden.
- ff.128-175: Gebeden van de heilige Gregorius en andere in het Middelnederlands.
- ff.177-193v: Gebed voor Kerstmis en andere.
- ff.194-247v: Gebeden tot Christus en de Heilige Maagd, beginnend met het ‘Salve Sancta Facies’ en met de smarten van Maria, gevolgd door gebeden voor tijdens de misviering en het gebed van de heilige Gregorius over de wonden van Christus.
- ff.249-289v: Gebeden tot de Heilige Maagd in het Middelnederlands, beginnend met een aflaatgebed dat de tijd in het vagevuur met 11.000 jaar inkortte als het werd gezegd voor een afbeelding van Maria.
- ff.291-296v: Gebed over de smarten van Maria gevolgd door het Stabat Mater in het Middelnederlands met rubriek in het Latijn. De laatste negen verzen van het Stabat Mater ontbreken.
- ff.298-301v: Gebeden tot Johannes de Doper in het Middelnederlands
- ff.303-304v: Gebeden tot heilige Franciscus in het Middelnederlands.
- ff.305-326v: Suffragia met de Heilige Michael en andere heiligen in het Middelnederlands.
- ff.327-334: Suffragia in het Latijn.
- f.334v: Colofon

## Verluchting

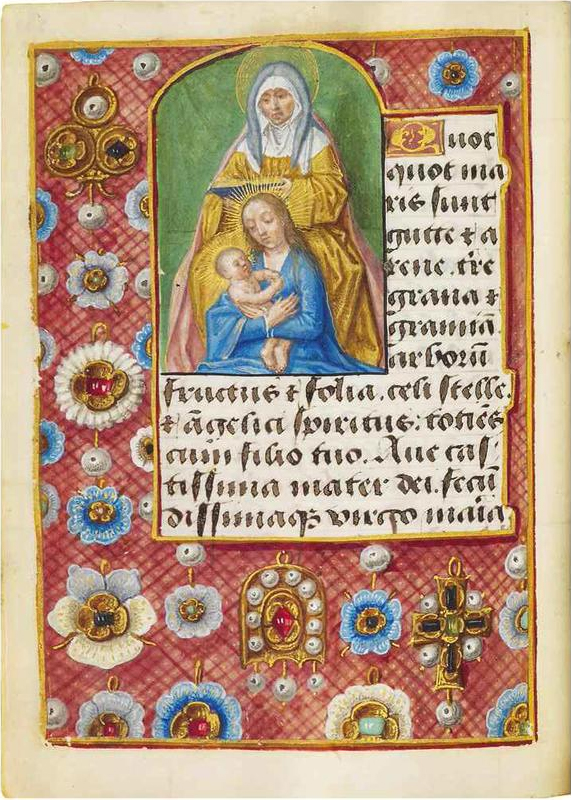
Imhof-gebedenboek, f.331v: Anna ten drieën, de heilige Anna zittend, lezend in een boek met voor haar Maria met het Christuskind op haar schoot. De pagina heeft een strooirand met juwelen.

Bening was ook tijdens zijn leven al een gevierd kunstenaar. Francisco da Hollanda, de Portugese kunstcriticus, noemde hem de grootste miniaturist van Europa en ook Vasari noemt hem een excellent verluchter. Getijdenboeken en gebedenboeken waren een specialiteit van Bening en het Imhof-gebedenboek is daarvan een mooi voorbeeld. Hoewel dit gebedenboek het eerste gedateerde werk van Bening is, toont het het werk van een rijpe artiest. De miniaturen in het Imhof-gebedenboek zijn van hetzelfde niveau als zijn latere werk. Ook Lieftinck die het werk kon bestuderen toen het nog in het bezit was van C.H. Beels in Hilversum, typeerde het werk al als een ‘juweel’ Het gebruik van een aantal ateliermodellen die teruggaan tot 1470 en veel voorkomen in het werk van de Maximiliaan-meester is een constante in het werk van Simon Bening. Sommige kunsthistorici zijn dan ook van mening dat deze anonieme meester eigenlijk Alexander Bening was, de vader van Simon. 
De miniatuur van het doopsel van Christus op folium 297 verso zou niet van de hand van Bening zijn, maar van de anonieme meester van de David scènes die met Simon Bening samenwerkte aan het Breviarium-Grimani.
Volbladminiaturen
Het gebedenboek bevat elf bladgrote miniaturen opgesomd in de lijst hieronder. De tekstbladzijde op de tegenoverliggende rectozijde is steeds versierd met een marge in de Gent-Brugse stijl met strooibloemen of acanthus, insecten en dieren. Op folium 25 recto is dit een architecturaal kader en op f.177r en f.298r een landschap in de marge (als het ware een volbladminiatuur waar later een tekstblok over geschreven is. De miniaturen zelf hebben geen margeversiering.
- f.24v: De heilige Johannes op Patmos
- f.27v: Christus in de olijfhof
- f.81v: De judaskus en gevangenneming van Christus
- f.99v: Kruisiging
- f.121v: De verrijzenis
- f.127v: Gregoriusmis
- f.176v: De geboorte van Christus
- f.177r: Landschap met dansende boeren in de marge
- f.248v: De hemelvaart van Maria
- f.290v: Moeder van Smarten
- f.297v: Het doopsel van Christus
- f.298r: Landschap met een hut en de H. Antonius(?) en een engel in de marge
- f.302v: Franciscus ontvangt de stigmata

Kleine miniaturen
De kleine hieronder beschreven miniaturen zijn ongeveer 10 lijnen hoog en beslaan de halve breedte van het tekstblok. Ze zijn omkaderd met een strooirand of met een landschapskader. 
- f.43: David in gebed voor zijn paleis.
- f.73: Christuskind met een duif.
- f.194: Christus, hoofd en schouders; in de marge zien we twee jongens die met een tol spelen.
- f.327: De apostelen Petrus en Paulus voorgesteld in buste.
- f.328: De heilige Sebaldus in buste, die een model van zijn kerk in de hand houdt.
- f.329: De heilige Laurentius in buste. In de marge een vrouw met een kruiwagen met een mand met een boom erin.
- f.330: De heilige Catharina in buste. In de marge ziet men een landschap met een hut en de spionnen die Mozes naar het beloofde land had gestuurd die terugkeren met een reusachtige druiventros.
- f.331v: De heilige Anna zittend, lezend in een boek met voor haar Maria met het Christuskind op haar schoot. De pagina heeft een strooirand met juwelen.

Andere verluchting
Verder zijn er nog tien kleine miniaturen van vier lijnen hoog die de werktuigen van de passie van Christus afbeelden op de folia 100v-105r en vijf miniatuurtjes van 2 lijnen hoog met de wonden van Christus op de folia 239r en 239v. De folia f.154v, 168, 272, 295 en 305 bevatten versierde initialen en een versierde marge.

## Weblinks
- Christie's verkoopcatalogus met afbeeldingen van de miniaturen